# Volker Beck (atléta)
Volker Beck (Nordhausen, Türingia, 1956. június 30. –) olimpiai bajnok keletnémet atléta, futó.

## Pályafutása
Pályafutása alatt mindössze egy alkalommal vett részt az olimpiai játékokon. 1980-ban a moszkvai olimpián két versenyszámban is indult. Tagja volt a négyszer négyszázas keletnémet váltónak, továbbá rajthoz állt a négyszáz méteres gátfutás versenyein is. Ez utóbbin óriási előnyt jelentett számára, hogy az Egyesült Államok bojkottja miatt nem indulhatott a szám abszolút esélyese, a címvédő Edwin Moses. Volker jó eredménnyel jutott be a döntőbe, ahol 1,6 másodperccel előzte meg a végül második, szovjet Vaszil Arhipenkót, és lett aranyérmes. Hazája váltójával is döntőig jutott. Klaus Thiele, Andreas Knebel és Frank Schaffer társaként ezüstérmesként zárt a szovjetek váltója mögött.
1980-ban, 1981-ben és 1983-ban is megnyerte a keletnémet bajnokságot négyszáz gáton.
A szocialista tömbbe tartozó országok bojkottja miatt nem vehetett részt 1984-ben a Los Angeles-i olimpián, így nem védhette meg bajnoki címét.

## Egyéni legjobbjai
- 400 méteres síkfutás - 45,50 (1977)
- 400 méteres gátfutás - 48,58 (1979)